# Borken
Borken er en by i den tyske delstat Nordrhein-Westfalen ca. 10 km fra den hollandske grænse. Byen har ca. 40.000 indbyggere og er bl.a. kendt for sine mange gamle bygninger, heriblandt den over 1.000 år gamle St. Remigius-kirke.
Borken er bl.a. venskabsby med Albertslund.